# 13207 Tamagawa
13207 Tamagawa è un asteroide della fascia principale. Scoperto nel 1997, presenta un'orbita caratterizzata da un semiasse maggiore pari a 2,2888805 UA e da un'eccentricità di 0,0789998, inclinata di 4,91323° rispetto all'eclittica.